# Porto di Licata
Il porto di Licata è una struttura portuale commerciale e da pesca a servizio dell'area sud occidentale della Sicilia.
Il porto si trova sulla costa sabbiosa prospiciente la città di Licata, alla foce del fiume Salso, alle coordinate Lat. 37°05' 17 N - Long. 13°56' 53 E; era un approdo marittimo sin dall'antichità. Il porto fu oggetto dei fatti d'arme relativi allo sbarco in Sicilia alleato anglo-americano del luglio 1943. Gli scali portuali più prossimi sono: ad ovest Porto Empedocle e ad est il Porto di Gela

## Storia
L'approdo risulta essere stato utilizzato a scopo commerciale sin dai tempi remoti del greci. Nel XVI secolo costituiva un importante scalo per i traffici di prodotti agricoli ma già nei primi anni del XIX secolo la sua importanza era grandemente aumentata in seguito alle guerre napoleoniche che avevano fatto crescere in maniera esponenziale la richiesta di zolfo diretto in Francia e Gran Bretagna e dato che faceva da collettore marittimo di prodotti agricoli e della produzione vinicola per l'esportazione così alla fine del 1857 il governo borbonico aveva approntato un progetto per la costruzione di un porto più efficiente
Dato che l'interesse maggiore era quello di far arrivare lo zolfo alle raffinerie della città e al suo porto, Canicattì e il comprensorio nisseno vennero collegati per ferrovia nel febbraio 1881 e il 26 novembre 1888 venne realizzato il raccordo con il Porto di Licata e con i moli relativi Nel 1915 giunsero sui moli anche i binari a scartamento ridotto della ferrovia proveniente da Naro e Palma di Montechiaro ma negli anni successivi il traffico dello zolfo calò annullandosi progressivamente alla fine degli anni cinquanta. Ciò produsse un forte ridimensionamento del traffico portuale che si ridusse quasi del tutto alla, pur importante, attività peschereccia

### Raccordo Ferroviario Stazione-Porto di Licata
Il 26 novembre 1888 venne realizzato il raccordo tra la Stazione di Licata e il Porto di Licata. Il raccordo assumeva grande importanza per l'imbarco degli zolfi trasportati dalle miniere dell'interno.
Il tratto ferroviario di 1.473 m, Licata-Licata Porto, è stato dismesso con decreto n. 19T del 23 giugno 2004 con autorizzazione del ministro delle infrastrutture e dei trasporti Pietro Lunardi emesso ai sensi dell'articolo 2 del DM 138T del 31 ottobre 2000 e in seguito ad istanza di rinuncia alla concessione all'esercizio della linea presentata dall'amministratore delegato di RFI S.p.A. dopo avere acquisito il parere favorevole della Regione Siciliana, del Ministero della Difesa, del Ministero dell'Economia e delle Finanze e infine, il 29 aprile 2004, della Direzione generale del trasporto ferroviario.

### 10 Luglio 1943, operazioni di sbarco degli Alleati a Licata

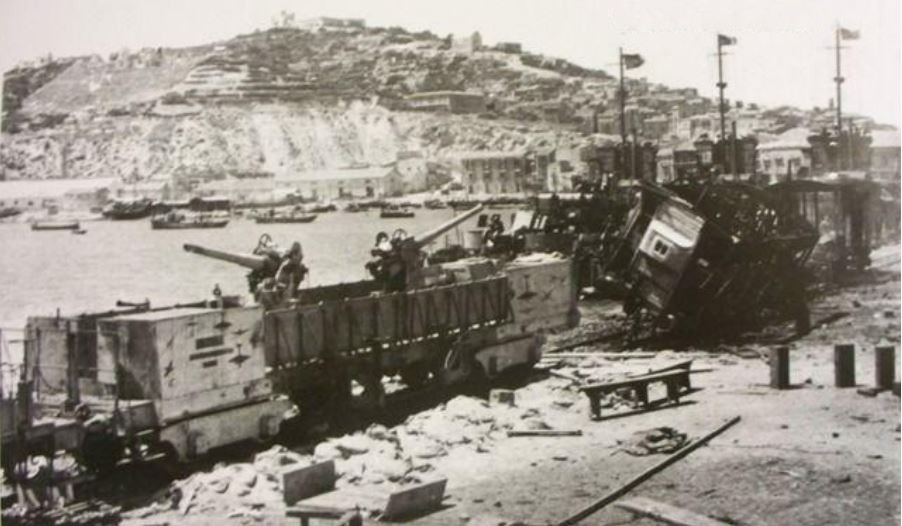
Treno armato Licata

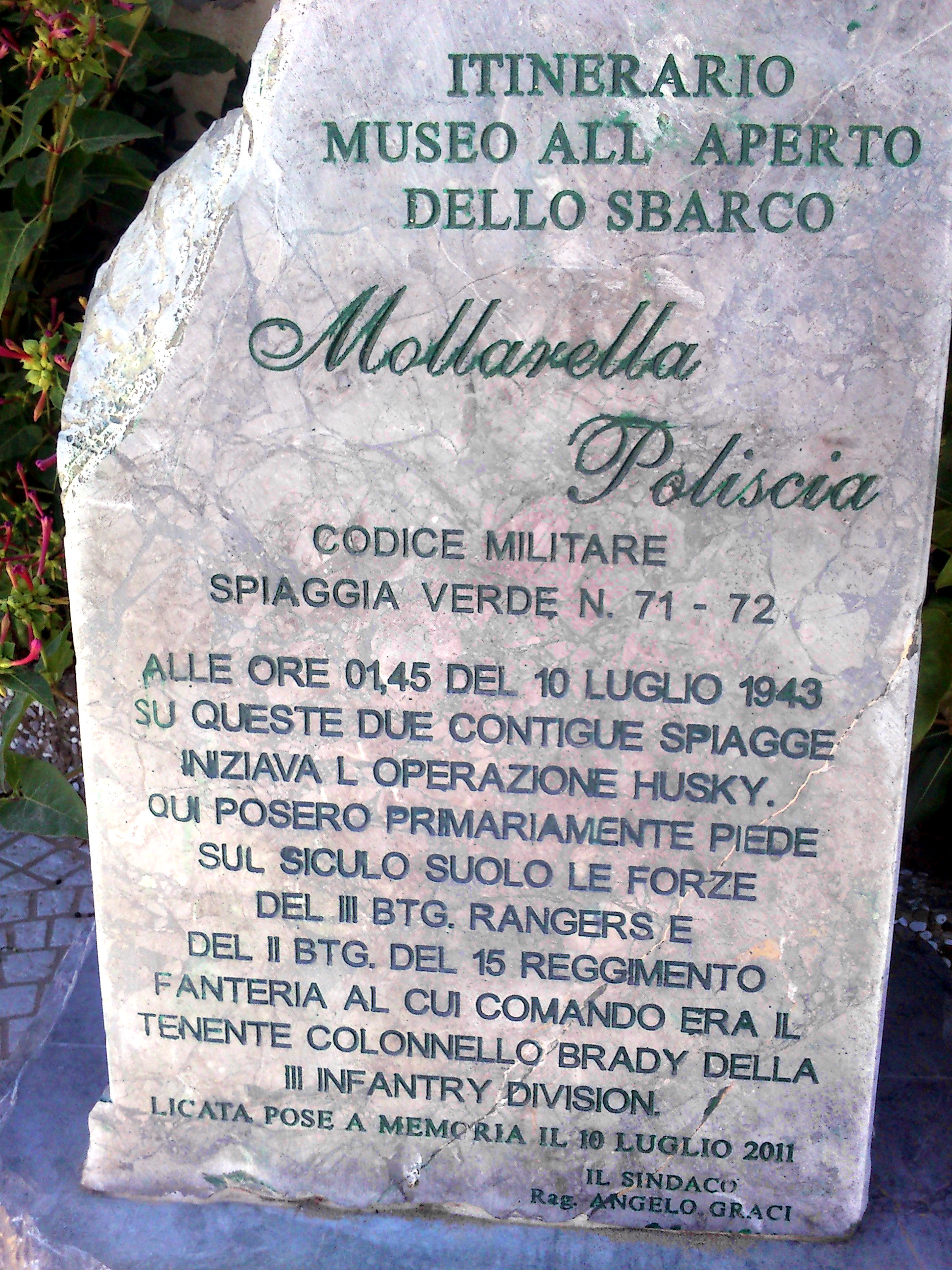
10 luglio 1943: sbarco in Sicilia degli Alleati a Licata, Settore Joss Spiaggia di Mollarella e Poliscia

A partire dalla mattina del 10 luglio 1943, attraverso il porto di Licata ebbero luogo le operazioni di sbarco degli Alleati in Sicilia di oltre 55.000 soldati e 14.000 veicoli, al comando del generale Lucian Truscott che guidava la Terza Divisione di Fanteria 3rd Infantry Division con il Generale Patton capo del VII corpo d'Armata statunitense. Nelle prime ore della notte del 10 luglio 1943 la flotta U.S.A. del settore JOSS aveva assaltato a Ovest le spiagge di Mollarella e Poliscia, Torre di Gaffe, ubicate a circa 5 chilometri da Licata, e ad Est le spiagge antistanti Montegrande e Playa, e Falconara, a circa 5 e 10 chilometri da Licata. Quindi il generale Lucian Truscott proseguì verso Agrigento. Nella stazione di Licata Molo, ubicata nel Porto di Licata, era presente il treno armato della Regia Marina che insieme al 139º Reggimento costiero, di stanza in prossimità della Stazione di Sant'Oliva e appartenente alla 207ª Divisione costiera, comandata dal generale Ottorino Scheiber, dovettero affrontare i nove battaglioni della JOSS Force.

## Caratteristiche e servizi
Il porto risulta composto da due dighe foranee all'interno delle quali due moli intermedi delimitano l'area portuale peschereccia, ad ovest, e quella, centrale, commerciale; la terza area, ad est, comprende una spiaggia con basso fondale inadatto all'ancoraggio. All'inizio del molo centrale è presente un faro a lampi bianchi per 5 secondi. La sua portata è di 21 miglia marine.
Il porto di Licata è sede dell'Ufficio Circondariale Marittimo della Guardia costiera e della Sezione operativa territoriale delle Dogane ed è classificato porto di categoria II classe III con destinazione commerciale, peschereccia, turistica, e da diporto come riportato nella G.U.R.S. parte I n° 27 del 25 giugno 2004